# Сертифікат Пошани Головнокомандувача Сухопутних військ Вермахту

Сертифікат Пошани Головнокомандувача Сухопутних військ Вермахту за виявлену мужність на полі бою

Сертифікат Пошани Головнокомандувача Сухопутних військ Вермахту (нім. Anerkennungsurkunde des Oberbefehlshabers des Heeres) також Сертифікат Пошани Головнокомандувача Сухопутних військ за збитий літак (нім. Anerkennungsurkunde des Oberbefehlshabers des Heeres für Flugzeugabschüsse mit Infanteriewaffen) — німецька військова нагорода, сертифікат, що існував у Третьому Рейху для нагородження військовослужбовців за мужність та хоробрість, виявлену на полі бою. Був заснований 6 вересня 1941 року.